# Justus von Olshausen
Philipp Justus von Olshausen, född 10 april 1844 i Kiel, död 15 mars 1924 i Wernigerode, var en tysk jurist; son till orientalisten Justus Olshausen.
Olshausen blev efter tjänstgöring som lantdomare 1887 ledamot av Kammergericht (hovrätten) i Berlin (samtidigt, sedan 1888, var han privatdocent i juridik vid forstakademien i Eberswalde) och 1890 ledamot av Reichsgericht i Leipzig samt var 1899–1908 Oberreichsanwalt och 1908–10 senatspresident där. 
Olshausen framträdde som författare på straffrättens område; mest bekant är han genom en mycket anlitad Kommentar zum Strafgesetzbuch für das Deutsche Reich (två band, 1879–83; många senare upplagor) och en textupplaga (med anmärkningar) av Strafgesetzgebung des Deutschen Reichs (nio band, 1884–1903; många upplagor).